# Пустецкий
Пустецкий (пол. Pustecki; чеш. Pustecký) — дух или призрак в польской и чешской мифологиях, обитающий на территории угольной шахты рядом с Карвиной в Тешинской Силезии. Выглядит подобно шахтёру, в форме, с длинной седой бородой. На каску у него надета золотая карбидная лампа, в руках он держит серебряную кирку. По характеру Пустецкого связывают со скарбником.
О том, какой род деятельности ведёт Пустецкий, рассказывают сами шахтёры. По легенде он живёт в угольных шахтах. Добрый и заботливый дух. Всегда помогает трудолюбивым шахтёрам, награждает их золотом. Выручает потерявшихся под землёй, выводит их на поверхность. Заботится о душах умерших в шахтах. Пустецкий предупреждает шахтёров о возможной опасности во время работы. Он превращается в какое-нибудь маленькое животное, например, в мышь, и сильно визжит. Пустецкий не любит, когда в его «коридорах» свистят, таких людей он наказывает.